# يو إف سي 177
يو إف سي 177: ديلاشو ضد سوتو (بالإنجليزية: UFC 177: Dillashaw vs. Soto)‏ هو حدث لفنون القتال المختلطة نظمته يو إف سي، أُقيم في 30 أغسطس 2014، على سليب ترين أرينا في ساكرامنتو، كاليفورنيا، الولايات المتحدة.